# Gru 4, el meu dolent preferit
Gru 4, el meu dolent preferit (títol original en anglès, Despicable Me 4) és una pel·lícula de comèdia d'animació estatunidenca produïda per Illumination i distribuïda per Universal Pictures Serveix com a seqüela de Gru 3, el meu dolent preferit (2017), la quarta entrega principal i la sisena entrega general de la franquícia. La pel·lícula és dirigida per Chris Renaud, codirigida per Patrick Delage (en el seu debut com a director), produïda per Chris Meledandri i Brett Hoffman, i escrita per Mike White i Ken Daurio. S'ha doblat al català.
És protagonitzada per les veus originals en anglès de Steve Carell, Kristen Wiig, Will Ferrell, Joey King, Sofía Vergara, Miranda Cosgrove, Stephen Colbert, Chloe Fineman i Steve Coogan.
El desenvolupament d'una quarta pel·lícula de Gru va començar el setembre de 2017. Es va confirmar oficialment el febrer de 2022, amb Renaud, Delage i White com a director, codirector i guionista, respectivament. La producció estava en marxa el juny de 2022. La major part del repartiment de veu principal es va anunciar el gener de 2024, amb Hoffman i Daurio revelats com a coproductor i coguionista, respectivament.
Gru 4, el meu dolent preferit està previst que s'estreni el 3 de juliol de 2024.

## Doblatge
| Personatge | Veu original en anglès | Doblatge al català |
| ---------- | ---------------------- | ------------------ |
| Gru        | Steve Carell           | Albert Mieza       |
| Lucy Wilde | Kristen Wiig           | Marta Barbarà      |
| Maxime     | Will Ferrell           | Raül Llorens       |
| Valentina  | Sofía Vergara          | Mar Roca           |